# Reacción de Mannich
La reacción de Mannich consiste en la aminometilación de un carbono activado (ácido) situado junto a un grupo funcional carbonilo empleando como reactivos formaldehído (en general un compuesto carbonílico no enolizable) y amoníaco o una amina primaria o secundaria, y catálisis ácida. El producto obtenido es un compuesto β-aminocarbonílico, conocido como base de Mannich.
La reacción recibe su nombre por el químico alemán Carl Mannich.
A menudo, mediante calefacción, se acaba eliminando la amina de la base de Mannich para obtener la enona conjugada (carbonilo α,β-insaturado), algo sintéticamente valioso.

## Introducción
La reacción de Mannich es un ejemplo de adición nucleófila de una amina al carbonilo de un compuesto no enolizable, el formaldehído, seguida de eliminación de agua, en lo que globalmente sería una reacción de condensación, para formar con amoniaco o una amina primaria la imina, que en las condiciones de catálisis ácida está presente en la forma de la sal de iminio, o con una amina secundaria directamente el ion iminio. Este ion es un buen electrófilo que reacciona con la forma enólica nucleófila del compuesto carbonílico enolizable, en lo que sería una reacción similar a la aldólica, para dar la base de Mannich. En caso de que se llegara hasta la enona conjugada la reacción de Mannich sería análoga a la condensación aldólica.
Generalizando, pueden actuar como nucleófilos en reacciones de este tipo: compuestos con carbonos activados en α al grupo funcional, tales como compuestos carbonílicos, nitrilos o compuestos nitro, o compuestos equiparables a un enol, tales como éteres silílicos de enol o enaminas.

## Mecanismo de reacción
La reacción de Mannich, aunque sintéticamente pueda proceder en una, tiene lugar, desde un punto de vista mecanístico, en dos etapas. En primer lugar se produce la adición nucleófila de la amina sobre el carbonilo del compuesto no enolizable, habitualmente formaldehído, para formar el ion iminio. Seguidamente se produce la adición nucleófila por parte del enol (catálisis ácida) sobre el ion iminio dando lugar al producto.

La base de Mannich en el medio ácido de la reacción está protonada en el grupo amino, formando una sal con el contraión del ácido inorgánico empleado como catalizador, habitualmente ácido clorhídrico. Sintéticamente pues habría que proceder al tratamiento final con base.

## Reacciones de Mannich asimétricas
Se han hecho progresos hacia reacciones de Mannich asimétricas. Según como estén sustituidos  pueden ser proquirales los dos carbonos que formarán el nuevo enlace C-C en el producto de la reacción de Mannich, dando lugar a dos pares diastereoméricos de enantiómeros (RR, SS, RS y SR).
Por ejemplo, reacciones asímetricas de Mannich con un aldehído no modificado han sido llevadas a cabo con (S)-prolina, un producto natural, y más recientemente con otro derivado de la pirrolidina, actuando ambos compuestos como catalizadores quirales (formando una enamina con el aldehído).
R2 = COOEt
En el caso de la (S)-prolina se forma mayoritariante el diastereoisómero sin, con preferencia por el enantiómero SS con un e.e. > 99%. Mientras que con el otro derivado de la pirrolidina el diastereoisómero mayoritario es el anti, siendo el enantiómero RS el preferido con un e.e. > 97%.

## Aplicaciones
La reacción de Mannich se emplea en la síntesis de compuestos naturales y de fármacos. Recientemente se ha utilizado para obtener novedosos sistemas macrocíclicos de tipo azaciclofano.